# 肖達克森特 (紐約州)
肖達克森特（英語：Schodack Center）是位於美國紐約州倫塞勒縣的非建制地區。

## 歷史
肖達克森特的郵局於1829年設立，其後於1902年停運。

## 地理
肖達克森特所處的海拔為高於海平面91米（即299英呎），而該地所採用的時區為UTC-5，即北美东部时区（EST）。同時該地設有夏令時間，為UTC-5調快一小時，即UTC-4（EDT）。